# Є
Є, є (lê-se: ié) é a oitava letra do alfabeto ucraniano (versão do alfabeto cirílico para a língua ucraniana).
Representa o mesmo que a letra ie para o russo e bielorrusso, a vogal palatalizadora /je/.
Em forma, parece com a letra E (Э) cirílica e com a E latina.
Simplificando: o Є é a mesma letra Э dos outros alfabetos baseados no cirílico. Em todos os idiomas, usa Э, só no ucraniano usa a forma invertida.